# Клерк, Карл Александр
Карл Клерк (швед. Carl Alexander Clerck; 1709—1765)— шведский энтомолог и арахнолог.

## Биография
Член Королевского научного общества Уппсалы (en:Royal Society of Sciences in Uppsala) с 1756 года, ученик и друг Линнея.
Написал два важных труда по энтомологии: 1) «Aranei Suecici» (Стокгольм, 1757; английский перевод Martyns’a, Лондон, 1793); 2) «Icones insectorum rariorum, cum nominibus eorum trivialitus etc.» (Стокгольм, 1759). Последний труд в своё время Линней называл лучшим.
Aranei Suecici («Пауки Швеции», 1757) является единственной книгой, названия животных в которой имеют приоритет перед названиями, опубликованными Карлом Линнеем в десятом издании Systema naturae («Система природы», 1758).
Коллекции насекомых Кларка более 200 лет считались пропавшими и были «переоткрыты» лишь в 1970-е годы в Ботаническом саду «Bergianska trädgården» в Стокгольме, где она сохранилась в очень хорошем состоянии. Сегодня они хранятся в музее естествознания Швеции (en:Swedish Museum of Natural History).
Член Шведской королевской академии наук с 1764 года.

## Виды, названные в честь Клерка
В честь энтомолога Карла Клерка названа бабочка Phalaena (Tinea) clerckella Linnaeus 1758 (современное название Lyonetia clerckella (Linnaeus 1758) сем. Lyonetiidae).